# Leźnica Wielka-Osiedle
Leźnica Wielka-Osiedle – osada wojskowa o charakterze wiejskim w Polsce, położona w województwie łódzkim, w powiecie zgierskim, w gminie Parzęczew.
W latach 1975–1998 miejscowość administracyjnie należała do ówczesnego województwa łódzkiego, ale obszarowo do województwa sieradzkiego (w gminie Wartkowice).
Znajdują się tu dwie jednostki wojskowe (1 Dywizjon Lotniczy oraz 1 Batalion Kawalerii Powietrznej) oraz zabytkowy kościół z XVIII wieku. 